# أسد أسدبري
اَلْأَسَدُ الْأَسَدْبَرِيّ (بالإنجليزية: Liliger) هو نسل هجين لذكر الأسد (Panthera leo) وأنثى الأسدبر (Panthera leo ♂ × Panthera tigris ♀، أي هجين ذكر الأسد والفَزَارَة -أنثى الببر-). وفقًا لقاعدة هولدين، فإن ذكور حيوانات الببرسد والأسدبر عقيمة، لكن الإناث يمكن أن تنتج صغارًا. وُلد أول هجين من هذا النوع في عام 1943 في حديقة هيلابرون للحيوانات بميونخ.

## الوصف
ذكور الأسود الأسدبرية أكبر بقليل من الإناث، ولهم أيضًا لُبْدة، وهي خاصية تشترك فيها مع ذكور الأسود. في حين أن الأسدبر غالبًا ما يرث الألوان الرملية والخطوط الخاصة بنسبه، غالبًا ما تتطور الأسود الببرية لتصبح عندها وريدات مشابهة لتلك الخاصة بالنمر.
وفقًا لـ Wild Cats of the World (1975) (القطط البرية في العالم) بقلم تشارلز ألبرت ولتر غوغِسْبرغ (Charles Albert Walter Guggisberg)، كان يُعتقد منذ فترة طويلة أن حيوانات الأسدبر والببرسد عقيمة، ولكن في عام 1943، زُووِجَ هجين يبلغ من العمر 15 عامًا بين أسد وببر "الجزيرة" بنجاح مع أسد في حديقة هيلابرون للحيوانات بميونيخ . تُربّى الصغيرة حتى مرحلة البلوغ، على الرغم من صحتها الضعيفة.
في سبتمبر 2012، أعلنت حديقة نوفوسيبرسك للحيوانات الروسية عن ولادة الأسد الأسدبري. سُمِّي الصغير "كيارا"، وقد ولد لأنثى الأسدبر "زيتا" البالغة من العمر 8 سنوات والأسد الإفريقي الذكر "سام". في 16 مايو 2013، أنتج نفس الزوجين ثلاث إناث أخرى من الأسود الأسدبرية: "لونا" و"ساندرا" و"إيفا".
وُلِد الأسد الأسدبري في الولايات المتحدة من أسد يُدعى "سِمْبَا" وأنثى الأسدبر تُدعى "أكاريا" في الساعة 6:18 صباحًا يوم 29 نوفمبر 2013، في مؤسسة غارولد واين لعلم الحيوان التفاعلي في أوكلاهوما.   في قُرابة الساعة 3:00 صباحًا يوم 30 نوفمبر 2013، أنجبت أنثى الأسدبر صغيرين آخرين.
قال كريغ باكر (Craig Packer)، مدير مركز أبحاث الأسود في جامعة مينيسوتا: "فيما يتعلق بالحفظ، فهو بعيد جدًا عن أي شيء، ومن غير المجدي حتى القول إنه غير ذي صلة". رابطة حدائق الحيوان وأحواض السمك (AZA)، وهي المنظمة المسؤولة عن اعتماد حدائق الحيوان في أمريكا الشمالية، لا توافق على الحيوانات ولا تقوم بتربيتها، لأنها تركز على الحفاظ على الحياة البرية والبرامج التي تخدم هذا الغرض.

## الملاحظات
1. ↑  اللُّبدة في معاجم اللغة: شَعَرٌ متراكبٌ بين كتفي الأسد.